# Lie (드림 시어터의 노래)
Lie는 드림 시어터의 정규 3집 'Awake' 앨범에서의 첫 번째 싱글 음반이다. 가사는 케빈 무어가 작성했지만, 뮤직비디오에는 등장하지 않는다. 그가 밴드를 탈퇴한 후 촬영이 이루어졌기 때문이다.
존 페트루치는 뮤직비디오에서 스티브 바이 시그네처 7현 기타인 이바네즈 유니버스 UV7BK 모델을 들고 있다. 바디는 검은색이며 픽업 등 기타 사소한 부분은 초록색으로 도색되어 있다.
앨범에는 'To Live Forever'도 포함되어 있는데, Images and Words 시절 작곡했지만 앨범에 들어가지 못했던 곡이다. 이 곡은 14년 후 밴드의 첫 베스트 앨범인 Greatest Hit (...and 21 Other Pretty Cool Songs)에 다시 수록되었다.

## 차트 순위
| 차트 (2008년)                     | 최고순위 |
| --------------------------------- | -------- |
| 미국 빌보드 핫 메인스트림 락 트랙 | 38       |

## 곡 목록
| #             | 제목                     | 작사              | 작곡          | 재생 시간 |
| ------------- | ------------------------ | ----------------- | ------------- | --------- |
| 1.            | 〈Lie〉 (라디오 에디트)  | 케빈 무어         | 드림 시어터   | 5:03      |
| 2.            | 〈Space-Dye Vest〉       | 무어              | 무어          | 7:31      |
| 3.            | 〈To Live Forever〉      | 존 페트루치, 무어 | 드림 시어터   | 4:56      |
| 4.            | 〈Another Day〉 (라이브) | 페트루치          | 드림 시어터   | 4:43      |
| 총 재생 시간: | 총 재생 시간:            | 총 재생 시간:     | 총 재생 시간: | 22:13     |

## 구성원
- 제임스 라브리에 - 보컬
- 케빈 무어 - 키보드
- 존 명 - 베이스 기타
- 존 페트루치 - 기타
- 마이크 포트노이 - 드럼